# Margarita Mukaszewa
Margarita Jewgienjewna Mukaszewa, z domu Macko (ur. 4 stycznia 1986 w Nowopokrowce) – kazachska lekkoatletka, specjalizująca się w biegach średniodystansowych.
W 2007 sięgnęła po brąz mistrzostw Azji w Ammanie. Brązowa medalistka halowego czempionatu Azji z 2008. Rok później zdobyła złoto i srebro na halowych igrzyskach azjatyckich w Hanoi oraz sięgnęła po srebrny medal mistrzostw Azji. Mistrzyni i wicemistrzyni igrzysk azjatyckich z 2010. Rok później zdobyła swój drugi srebrny medal mistrzostw Azji oraz została wicemistrzynią światowych wojskowych igrzysk sportowych. W 2012 startowała na igrzyskach olimpijskich w Londynie, odpadając wówczas z rywalizacji w fazie eliminacyjnej. Mistrzyni uniwersjady z 2013. W 2014 zdobyła złoty krążek igrzysk azjatyckich w Incheon.
Złota medalistka mistrzostw Kazachstanu na stadionie i w hali.
Rekordy życiowe w biegu na 800 metrów: stadion – 1:58,96 (9 lipca 2013, Kazań); hala – 2:03,06 (2 listopada 2009, Hanoi).

## Osiągnięcia
| Rok  | Impreza                             | Miejsce        | Konkurencja             | Lokata     | Wynik   |
| ---- | ----------------------------------- | -------------- | ----------------------- | ---------- | ------- |
| 2007 | Mistrzostwa Azji                    | Amman          | bieg na 800 metrów      | 5. miejsce | 2:16,44 |
| 2007 | Mistrzostwa Azji                    | Amman          | sztafeta 4 × 400 metrów | 3. miejsce | 3:50,81 |
| 2007 | Uniwersjada                         | Bangkok        | bieg na 800 metrów      | eliminacje | 2:12,16 |
| 2008 | Halowe mistrzostwa Azji             | Doha           | bieg na 800 metrów      | 3. miejsce | 2:04,81 |
| 2009 | Uniwersjada                         | Belgrad        | bieg na 800 metrów      | 7. miejsce | 2:04,60 |
| 2009 | Mistrzostwa Azji                    | Kanton         | bieg na 800 metrów      | 2. miejsce | 2:05,31 |
| 2009 | Mistrzostwa Azji                    | Kanton         | sztafeta 4 × 400 metrów | 4. miejsce | 3:36,54 |
| 2009 | Halowe igrzyska azjatyckie          | Hanoi          | bieg na 800 metrów      | 2. miejsce | 2:03,06 |
| 2009 | Halowe igrzyska azjatyckie          | Hanoi          | sztafeta 4 × 400 metrów | 1. miejsce | 3:39,21 |
| 2010 | Halowe mistrzostwa świata           | Doha           | bieg na 800 metrów      | eliminacje | 2:06,36 |
| 2010 | Igrzyska azjatyckie                 | Kanton         | bieg na 800 metrów      | 1. miejsce | 2:00,29 |
| 2010 | Igrzyska azjatyckie                 | Kanton         | sztafeta 4 × 400 metrów | 2. miejsce | 3:30,03 |
| 2011 | Mistrzostwa Azji                    | Kobe           | bieg na 800 metrów      | 2. miejsce | 2:02,46 |
| 2011 | Światowe wojskowe igrzyska sportowe | Rio de Janeiro | bieg na 800 metrów      | 2. miejsce | 2:01,83 |
| 2011 | Uniwersjada                         | Shenzhen       | bieg na 800 metrów      | eliminacje | 2:06,62 |
| 2011 | Mistrzostwa świata                  | Daegu          | bieg na 800 metrów      | eliminacje | 2:04,24 |
| 2012 | Igrzyska olimpijskie                | Londyn         | bieg na 800 metrów      | półfinał   | 1:59,20 |
| 2013 | Uniwersjada                         | Kazań          | bieg na 800 metrów      | 1. miejsce | 1:58,96 |
| 2013 | Mistrzostwa świata                  | Moskwa         | bieg na 800 metrów      | eliminacje | 2:02,06 |
| 2014 | Igrzyska azjatyckie                 | Incheon        | bieg na 800 metrów      | 1. miejsce | 1:59,02 |
| 2016 | Igrzyska olimpijskie                | Rio de Janeiro | bieg na 800 metrów      | eliminacje | 2:00,97 |
| 2018 | Igrzyska azjatyckie                 | Dżakarta       | bieg na 800 metrów      | 2. miejsce | 2:02,40 |
| 2019 | Mistrzostwa Azji                    | Doha           | bieg na 800 metrów      | 2. miejsce | 2:03,83 |